# 田村潔司
田村 潔司（たむら きよし、1969年12月17日 - ）は、日本の男性プロレスラー、総合格闘家。本名・旧リングネーム：田村 潔（読み同じ）。岡山県岡山市出身。U-FILE CAMP主宰。GLEATエグゼクティブディレクター。初代、第3代リングス無差別級王者。

## 来歴

### 第2次UWF
幼い頃、藤波辰巳に憧れてプロレスラーを志す。岡山理科大学附属高等学校では相撲部に所属して国体に出場。卒業後、1988年に第2次UWFの入団テストを受けて合格し、1989年5月21日に鈴木実（現：鈴木みのる）戦でデビューを果たした。新人の頃は前田日明、高田延彦、山崎一夫の付き人を行っていたが、付き人としての忙しさは「もう体が3つ欲しかった」と語るほどであった。この3人には買い物の釣銭を小遣いとして貰うなど可愛がられ、宮戸優光や安生洋二などからは食事の世話をしてもらった。中野龍雄（中野巽耀）には礼儀作法を教わったが、実際は中野の機嫌の取り方を覚える作業であった。同年10月25日、デビュー5試合目となる前田との試合で膝蹴りをくらい眼窩底を骨折、1年の欠場を余儀なくされた。1990年12月1日に復帰するが、直後にUWFは解散。

### UWFインターナショナル
UWF崩壊後、UWFインターナショナルに籍を移し、頭角を現す。1992年5月8日、異種格闘技戦でボクシング世界ランカーのマシュー・サード・モハメッドに裸絞めで一本勝ち。同年末に渡米し、ルー・テーズのもとでレスリング技術などを学ぶ。
帰国後、UWFインターの中心選手に成長する中で、1993年に旗揚げされたパンクラスの影響によりシュート（真剣勝負）への渇望を募らせる。一方、ベイダー参戦に見られるUWFインターのプロレス回帰にジレンマを感じ、垣原賢人を相手にシュート志向の試合を行った。
1995年6月18日、ゲーリー・オブライトに勝利するが、オブライトの無気力かつ不可解な戦い方に「お客さんに見せる試合ではない」と涙を流す。同日、団体エースの高田延彦が突然引退宣言、翌7月には参院選に出馬するなどして周囲を困惑させる。代わってメインを務めた田村は、試合後のコメントで高田への反感を露にした。
8月18日にオブライトと再戦、勝利した直後、リングサイドにいた高田へ「俺と真剣勝負してください」とアピールする。しかし実現することなく、UWFインターは新日本プロレスとの対抗戦へと突入した。田村はこの対抗戦への参加を拒否したため（ただしリングス移籍後、山崎一夫、垣原賢人の引退試合で花束を渡すゲストとして、新日本のリングに上がったことがある）、同団体を干される格好となる。またこの年、資金難にあえぐ会社側と契約の問題で揉めたこともあり、数か月間ノーギャラで過ごし、練習も一人でスポーツジムに通って行っていた。この頃は「いつ対抗戦に出るのか」「なぜ出ないのか」と同じ質問ばかりをされ、身近な人を含め周囲からは自身を気に掛ける言葉もなかった。唯一『週刊ファイト』のUWF担当記者だった波々伯部哲也から「おこめ券」の提供を受けたため、田村は未だに波々伯部に感謝している。
同年12月9日、K-1のリングで約4か月ぶりの試合を行う。UWFインターの所属選手として出場し、お互い素手と裸足によるアルティメット特別ルールでパトリック・スミスと対戦。この試合は消滅まで秒読みだったUWF最後の希望としての試合であり、田村は自身の性格上、負けたら格闘界を去っていたと後年振り返っている。開始直後にタックルを決め、ヒールホールドで秒殺一本勝ち。後の対談では相手の玉袋筋太郎から「パトスミ戦なんてバーリ・トゥードの本当の先駆けだったわけだしね」とこの試合について語られている。この試合は、バーリ・トゥードにおける日本人プロレスラーの初勝利である。
その後、UWFインターの大会に出場できるようになったが、後輩の桜庭和志や格下外国人との試合ばかり、それも第1試合や第2試合という前座の扱いになる。また、新日本との対抗戦以来、旧プロレス的な試合を続ける団体との方向性の違いにより、田村は退団の決意を固める。1996年5月27日の桜庭戦で勝利した後、レガースを脱いで客席に放り込み、同団体を去った。

### リングス
1996年に大方の予想を覆しパンクラスではなくリングスに移籍。両団体から誘いがあったが（パンクラス社長尾崎允実は勧誘を否定）、「正式に契約の場を設けてくれた」という理由でリングスに決めたという。
6月29日、ディック・フライ戦に裸絞めで一本勝ちしてデビュー戦を飾る。その後順調に勝ち星を重ね、長井満也や山本宜久らリングス・ジャパン生え抜きとの対戦でも勝利。リングスでの名勝負としては、引退直前であった前田日明との対戦であり、左のミドルキックで前田の脇腹がみるみる赤くなったが、最終的には前田がスリーパーで勝った試合である。前田とはその年のメガバトルトーナメントで再戦し、今度は田村が腕十字で一本勝ち。リングス旗揚げ以降、前田に勝利した唯一の日本人選手となった。前田日明の引退後はエースの座を受け継いで活躍し、スピード感溢れる試合は「回転体」と称された。プロレスライターの中には、田村こそが停滞するリングスに勢いをつけた救世主であったと後年に評価する者もいた。
1999年4月23日、当時UFC世界ミドル級王者だったフランク・シャムロックと対戦し、引き分ける。KOKルール採用後はリングス・ネットワーク外の強豪選手と数多く対戦。2000年2月26日、キング・オブ・キングス決勝トーナメント準々決勝でヘンゾ・グレイシーに判定勝ち。その後もレナート・ババル、アントニオ・ホドリゴ・ノゲイラ、パット・ミレティッチなどと激闘を展開した。
しかし連戦への不満や契約による専属拘束などを巡って前田と反目、2000年4月20日に当時保持していたリングス無差別級王座をギルバート・アイブルに奪われた試合後のインタビューにて団体への不満をもらす。その後2001年にリングスを退団。

### U-FILE CAMP設立後
田村はリングス在籍時にも、前田道場にはあまり顔を出さずサンボの道場に出稽古に赴いたり、設備の整ったジムに通うなど独自のトレーニングを行っていた。そして2000年、総合格闘技ジム・U-FILE CAMPを設立。自ら代表をつとめ、UWFインター時代の同僚・大江慎とともに一般会員への格闘技指導も始める。
2002年2月24日、PRIDE初参戦となったPRIDE.19のミドル級（-93kg）タイトルマッチでヴァンダレイ・シウバと対戦し、パウンドで削られた末に2RKO負けを喫し王座獲得に失敗した。
2002年6月23日、PRIDE.21でボブ・サップと対戦するが、1R11秒でTKO負け。試合後、「結果に対して言い訳するつもりはないですけど、開き直って言わせて貰うと、体重差があり過ぎて、どうにもならなかったです。前回は完全燃焼できましたけど、今回は今から試合できちゃう位、体力が残ってるんで・・・。」とコメントした。
2002年9月7日、DEEP初参戦となったDEEP 6th IMPACTで美濃輪育久と対戦し、判定決着も明確な実力差で圧倒して勝利する。試合後のマイクアピールでは、「美濃輪選手のおかげで今日はいい試合ができました」と健闘を讃えた。
2002年11月24日、PRIDE.23で師匠高田延彦の引退試合の相手を務め、2Rに右フックでKO勝ち。試合終了後「お前は男だ!」と高田から言葉をかけてもらった。試合後のマイクアピールでは「高田さん、ありがとうございました。そして色々と、暖かい目で見ていただいて、色々とご迷惑をおかけして、すみませんでした。今、正直、何を言っていいか分かりませんが、今日引退される実感がないんですが、最後に22年間、夢と感動を与えていただいて、ありがとうございました。そして、お疲れさまでした。」とコメントした。
2003年2月15日、東京・ディファ有明でU-STYLE旗揚げ戦を開催、田村は坂田亘と対戦した。
2003年8月10日、PRIDE GRANDPRIX 2003 開幕戦のミドル級グランプリ1回戦で吉田秀彦と対戦。袖車絞めで一本負けを喫した。この試合のみ、従来の入場曲を変更し臨んでいる。
2003年12月31日、PRIDE SPECIAL 男祭り 2003でロニー・セフォーと対戦し、腕ひしぎ十字固めで一本勝ち。開催前に、桜庭との対戦オファーを受けるも、準備期間の短さを理由に拒否したため実現しなかった。
2005年6月26日、PRIDE GRANDPRIX 2005 2nd ROUNDで吉田道場の瀧本誠に判定勝利。柔道金メダリストへの勝利により、UWF系の面目を保った。
2005年11月23日には、DSEの協力のもと、UWF系ファイトスタイルのプロレス興行U-STYLE Axis（有明コロシアム）を開催、ジョシュ・バーネットに腕ひしぎ十字固めで一本勝ちしたが、動員の面では苦戦し、興行的には失敗に終わった。
2006年2月26日、PRIDE.31でアントニオ・ホドリゴ・ノゲイラとリングス時代に敗れて以来6年ぶりの再戦を果たすが、リベンジはならなかった。試合後、「言葉にならないぐらい悔しい」、「ノゲイラとやりたい。ノゲイラが心の中に染みついた。僕に無差別級グランプリに出る権利は無いと思うけど、純粋にノゲイラを追いかけたい。」とコメントした。同年12月31日、PRIDE 男祭り 2006においてミノワマンと再戦しKO勝ち。試合後は2003年8月に敗れた吉田秀彦との対戦を希望した。
2007年4月8日、榊原体制最後の興行となったPRIDE.34のリング上にスーツ姿で登場。覆面姿で登場した桜庭との対戦を示唆した。
2007年6月14日、タレントの桜井悠美子と婚約したことを発表。同年7月7日に入籍し、7月28日に結婚披露宴が行われた。
2007年6月29日、イノキ・ゲノム・フェデレーション（IGF）旗揚げ戦「闘今BOM-BA-YE」へ緊急参戦、U-STYLEのタッグマッチを行う（参戦発表はわずか4日前の6月25日だった）。アントニオ猪木（IGF社長）と確執がある前田日明と深い繋がりの田村参戦は大きなサプライズとなった。
2007年7月16日、HERO'Sに初参戦し、金泰泳と対戦。本戦2R、延長1Rを戦い抜くが、0-3の判定負けを喫した。試合後、「ベストの体調じゃなかったけど、出ると決めた以上はベスト。自分の力の無さを感じた。」、「次のHERO'S？階段を踏み外したのだから上がる資格は無い」とコメントした。9月8日には、IGF「GENOME」にてモンターニャ・シウバとU-STYLEルールで対戦。パンチ、キックでダウンを奪われるなど劣勢であったが、7分49秒フロントスリーパーホールドで勝利。
2007年12月31日、K-1 PREMIUM 2007 Dynamite!!で所英男と対戦し、ストレートアームバーで一本勝ち。試合後のリング上で、プレゼンターであった前田日明から勝利者賞のトロフィーを投げつけられるトラブルがあった。
2008年4月29日、DREAM.2のミドル級グランプリ1回戦で船木誠勝と対戦し、パウンドでTKO勝ち。試合後、「煽りVTRで昔を思い出した。1分弱でお互いの20年をぶつけ合った感じだった。複雑な気持ちだったけど、今はスッキリしている」と語った。後日、右手中指骨骨折の診断により2回戦を欠場した。
2008年12月31日、Dynamite!! 〜勇気のチカラ2008〜のメインイベントで桜庭和志と12年半ぶりに対戦し、判定勝ちを収めた。試合後、「お客さん向けの試合ができなかった。個人的には終わったかなと。」とコメントした。また、この試合中に右手を骨折した。
2019年10月25日、プロレスリング・ノアの親会社（当時）・リデットエンターテインメントの社外取締役兼エグゼクティブディレクターへの就任が発表された。その後2020年3月1日付で社外取締役を退任し、顧問に就任。
2020年8月20日、リデットエンターテインメントが新たに発足した新団体「GLEAT」のエグゼクティブディレクターに就任した。

## 人物・エピソード
- リングへの入場時には、ゆっくりと時間をかけ四方に礼をした後、対戦相手を一瞥するパフォーマンスを行う（リングス時代から続けている）。
- UWFインター時代の1993年、高田延彦との対戦では試合前の握手を拒否し、高田に平手打ちを見舞った。
- 実家は寿司屋。リングス所属時代、WOWOWで田村の特番が組まれたときは両親も出演し、インタビューに応じていた。
- 入門前、履歴書持参で上京し、いきなり新生UWF道場を訪ねるも前田日明に「あっち行ってろ」と邪険に扱われ退散した。その後、正式な応募を経た入団テストの結果、トップの成績で合格した。
- 1995年、K-1のリングでパトリック・スミスに勝利した際、歓喜の涙を流した。後に「対抗戦を拒否したことでUWFインターの試合にも新日本の試合にも出られず、自分の居場所がなかった。この試合で負けたら引退を覚悟していた。思い出すと今でも泣きそうになる」と述懐している。当時、他流試合は稀であり、田村は自らの進退もかけて臨んでいたことから注目度の高い一戦であった。
- UWFインター時代の後輩である桜庭和志は、数回にわたり田村へ対戦オファーを出すもことごとく拒否されている。桜庭は田村に対してネガティブな印象を持っているといわれるが、UWFインター末期にアンダーカードの試合を続ける田村を見かね、自ら進んで対戦相手となったこともあり、両者の心底にあるものは未だ不明瞭である（ただし、私生活において桜庭とは何度か食事等の交流があり、その内容が書籍「孤高の選択」に記載されている）。
- 当時のUWFにとって、黎明期の修斗やシューティング団体は商売敵に該当するが、田村自身は「眼中っていうか、情報が無いというか」と2017年の座談会で語っている[1]。
- 田村が新日本との対抗戦を拒否した理由は「Uインターで築き上げたものは、Uインターの中でこそ意味があるんですよ。インターの若い選手が新日本と対抗戦をすることによって、その選手個人の価値は上がるけど、インターとしては何も残らない」という考えがあったため[1]。
- 立嶋篤史（キックボクサー）とはUインターの頃から友人であり、DREAM.2の船木戦では立嶋がセコンドを務めた。
- UWFのテーマで入場した、対ヘンゾ・グレイシー戦では会場から割れんばかりの歓声が起こった。
- MMA選手でありながらプロレスに関する造詣が深い。

## 戦績

### 総合格闘技
| 総合格闘技 戦績 | 総合格闘技 戦績 | 総合格闘技 戦績 | 総合格闘技 戦績 | 総合格闘技 戦績 | 総合格闘技 戦績 | 総合格闘技 戦績 |
| --------------- | --------------- | --------------- | --------------- | --------------- | --------------- | --------------- |
| 48 試合         | (T)KO           | 一本            | 判定            | その他          | 引き分け        | 無効試合        |
| 33 勝           | 5               | 13              | 9               | 6               | 2               | 0               |
| 13 敗           | 4               | 3               | 4               | 2               | 2               | 0               |

| 勝敗 | 対戦相手                       | 試合結果                             | 大会名                                                                                           | 開催年月日     |
| ○    | 桜庭和志                       | 2R（10分/5分）終了 判定3-0           | Dynamite!! 〜勇気のチカラ2008〜                                                                  | 2008年12月31日 |
| ○    | 船木誠勝                       | 1R 0:57 TKO（パウンド）              | DREAM.2 ミドル級グランプリ2008 開幕戦 【ミドル級グランプリ 1回戦】                               | 2008年4月29日  |
| ○    | 所英男                         | 3R 3:08 ストレートアームバー         | K-1 PREMIUM 2007 Dynamite!!                                                                      | 2007年12月31日 |
| ×    | 金泰泳                         | 2R（10分/5分）終了+延長R終了 判定0-3 | HERO'S 2007 ミドル級世界王者決定トーナメント開幕戦                                               | 2007年7月16日  |
| ○    | ミノワマン                     | 1R 1:18 KO（サッカーボールキック）   | PRIDE 男祭り 2006 -FUMETSU-                                                                      | 2006年12月31日 |
| ×    | アントニオ・ホドリゴ・ノゲイラ | 1R 2:24 腕ひしぎ十字固め             | PRIDE.31 Dreamers                                                                                | 2006年2月26日  |
| ○    | 瀧本誠                         | 3R（10分/5分/5分）終了 判定3-0       | PRIDE GRANDPRIX 2005 2nd ROUND                                                                   | 2005年6月26日  |
| ○    | アリエフ・マックモド           | 1R 5:06 TKO（タオル投入）            | PRIDE.29 SURVIVAL                                                                                | 2005年2月20日  |
| ○    | ロニー・セフォー               | 1R 2:20 腕ひしぎ十字固め             | PRIDE SPECIAL 男祭り 2003                                                                        | 2003年12月31日 |
| ×    | 吉田秀彦                       | 1R 5:06 袖車絞め                     | PRIDE GRANDPRIX 2003 開幕戦 【ミドル級グランプリ 1回戦】                                         | 2003年8月10日  |
| ○    | 高田延彦                       | 2R 1:00 KO（右フック）               | PRIDE.23                                                                                         | 2002年11月24日 |
| ○    | 美濃輪育久                     | 5分3R終了 判定3-0                    | DEEP2001 6th IMPACT in ARIAKE COLOSSEUM                                                          | 2002年9月7日   |
| ×    | ボブ・サップ                   | 1R 0:11 TKO（右フック→パウンド）     | PRIDE.21                                                                                         | 2002年6月23日  |
| ×    | ヴァンダレイ・シウバ           | 2R 2:28 KO（右ストレート）           | PRIDE.19 【PRIDEミドル級タイトルマッチ】                                                         | 2002年2月24日  |
| ×    | グスタボ・シム                 | 5分2R終了 判定0-2                    | リングス 10th ANNIVERSARY WORLD TITLE SERIES 【ワールドタイトル決定トーナメント ミドル級 1回戦】 | 2001年4月20日  |
| ×    | レナート・ババル               | 2R（10分/5分）終了 判定0-2           | リングス KING of KINGS GRAND-FINAL                                                               | 2001年2月24日  |
| ×    | アントニオ・ホドリゴ・ノゲイラ | 2R 2:29 腕ひしぎ十字固め             | リングス KING of KINGS Aブロック 【2回戦】                                                       | 2000年10月9日  |
| ○    | グロム・ザザ                   | 5分2R終了 判定3-0                    | リングス KING of KINGS Aブロック 【1回戦】                                                       | 2000年10月9日  |
| ○    | パット・ミレティッチ           | 2R（10分/5分）終了 判定2-0           | リングス Millennium Combine III                                                                  | 2000年8月23日  |
| ○    | ジェレミー・ホーン             | 5分2R終了 判定3-0                    | コロシアム2000                                                                                   | 2000年5月26日  |
| ×    | ギルバート・アイブル           | 1R 13:13 KO（パンチ連打）            | リングス Millennium Combine 【リングス無差別級タイトルマッチ】                                   | 2000年4月20日  |
| ×    | レナート・ババル               | 5分2R終了 判定0-1                    | リングス KING of KINGS GRAND-FINAL 【準決勝】                                                    | 2000年2月26日  |
| ○    | ヘンゾ・グレイシー             | 5分2R終了 判定3-0                    | リングス KING of KINGS GRAND-FINAL 【準々決勝】                                                  | 2000年2月26日  |
| ○    | ボリス・ジュリアスコフ         | 2R 1:17 チョークスリーパー           | リングス RISE 7th KING of KINGS Bブロック 【2回戦】                                              | 1999年12月22日 |
| ○    | デイブ・メネー                 | 5分2R終了 判定3-0                    | リングス RISE 7th KING of KINGS Bブロック 【1回戦】                                              | 1999年12月22日 |
| ○    | ヨープ・カステル               | 12:17 腕ひしぎ十字固め               | リングス RISE 5th 【RINGS無差別級タイトルマッチ】                                                | 1999年8月19日  |
| △    | 山本宜久                       | 20分終了 時間切れ                    | リングス RISE 4th                                                                                | 1999年6月24日  |
| ○    | ビターゼ・タリエル             | 9:11 チョークスリーパー              | リングス RISE 3rd 【RINGS無差別級タイトルマッチ】                                                | 1999年5月22日  |
| △    | フランク・シャムロック         | 20分終了 時間切れ                    | リングス RISE 2nd                                                                                | 1999年4月23日  |
| ○    | 金原弘光                       | 20:14 腕ひしぎ十字固め               | リングス RISE 1st                                                                                | 1999年3月22日  |
| ○    | ヴァレンタイン・オーフレイム   | 6:08 腕ひしぎ十字固め                | リングス 前田日明引退試合 〜The Final〜                                                          | 1999年2月21日  |
| ×    | 高阪剛                         | 9:22 腕ひしぎ十字固め                | リングス WORLD MEGA-BATTLE TOURNAMENT 1998 第1回FNRカップ GRAND FINAL                            | 1999年1月23日  |
| ○    | 山本健一                       | 11:26 TKO（膝蹴り）                  | リングス WORLD MEGA-BATTLE TOURNAMENT 1998 第1回FNRカップ SEMI-FINAL                             | 1998年12月23日 |
| ×    | ニコライ・ズーエフ             | 3:17 腕ひしぎ十字固め                | リングス WORLD MEGA-BATTLE TOURNAMENT 1998 第1回FNRカップ Bブロック 1st ROUND                    | 1998年11月20日 |
| ○    | アンドレイ・コピィロフ         | 1:35 腕ひしぎ十字固め                | リングス WORLD MEGA-BATTLE TOURNAMENT 1998 第1回FNRカップ Bブロック 1st ROUND                    | 1998年11月20日 |
| ○    | バロージャ・クレメンチェフ     | 7:51 腕ひしぎ十字固め                | リングス WORLD MEGA-BATTLE TOURNAMENT 1998 第1回FNRカップ Aブロック 1st ROUND                    | 1998年10月23日 |
| ○    | 山本宜久                       | 18:54 フロントネックロック           | リングス FIGHTING INTEGRATION 6th                                                                | 1998年9月21日  |
| ○    | 成瀬昌由                       | 24:33 アキレス腱固め                 | リングス FIGHTING INTEGRATION 5th                                                                | 1998年8月28日  |
| ○    | 坂田亘                         | 9:48 腕ひしぎ十字固め                | リングス CAPTURED 〜AKIRA MAEDA LAST MATCH〜                                                     | 1998年7月20日  |
| △    | 高阪剛                         | 30分終了 時間切れ                    | リングス FIGHTING INTEGRATION 4th                                                                | 1998年6月27日  |
| ×    | ビターゼ・タリエル             | 3:39 TKO（ドクターストップ）         | リングス FIGHTING INTEGRATION 3rd 【RINGS無差別級タイトルマッチ】                                | 1998年5月29日  |
| ×    | ヴァレンタイン・オーフレイム   | 4:51 アキレス腱固め                  | リングス FIGHTING INTEGRATION 2nd                                                                | 1998年4月16日  |
| ○    | ディック・フライ               | 7:46 チョークスリーパー              | リングス FIGHTING INTEGRATION 1st                                                                | 1998年3月28日  |
| ○    | セルゲイ・スーセロフ           | 9:27 アキレス腱固め                  | リングス Battle Genesis Vol.3                                                                    | 1998年3月3日   |
| ○    | イリューヒン・ミーシャ         | 18:12 腕ひしぎ十字固め               | リングス WORLD MEGA-BATTLE TOURNAMENT 1997 GRAND-FINAL 【決勝】                                  | 1998年1月21日  |
| ○    | 前田日明                       | 14:44 腕ひしぎ十字固め               | リングス WORLD MEGA-BATTLE TOURNAMENT 1997 SEMI-FINAL 【準決勝】                                 | 1997年12月23日 |
| ○    | ヨープ・カステル               | 6:30 ヒールホールド                  | リングス WORLD MEGA-BATTLE TOURNAMENT 1997 2回戦 【2回戦】                                       | 1997年11月20日 |
| ○    | ハンス・ナイマン               | 10:34 腕ひしぎ十字固め               | リングス WORLD MEGA-BATTLE TOURNAMENT 1997 1回戦 【1回戦】                                       | 1997年10月25日 |
| ○    | エルヴィス・シノシック         | 10:11 ストレートアームバー           | リングス Battle Genesis Vol.2                                                                    | 1997年10月14日 |
| ○    | ヴォルク・ハン                 | 12:48 腕ひしぎ十字固め               | リングス FIGHTING EXTENSION 1997 Vol.7                                                           | 1997年9月26日  |
| ×    | ハンス・ナイマン               | 9:03 TKO                             | リングス FIGHTING EXTENSION 1997 Vol.6                                                           | 1997年8月13日  |
| ○    | ビターゼ・タリエル             | 13:32 TKO                            | リングス FIGHTING EXTENSION 1997 Vol.5                                                           | 1997年7月22日  |
| ×    | ニコライ・ズーエフ             | 10:30 腕ひしぎ足固め                 | リングス FIGHTING EXTENSION 1997 Vol.4                                                           | 1997年6月21日  |
| ○    | グロム・ザザ                   | 8:15 KO                              | リングス FIGHTING EXTENSION 1997 Vol.3                                                           | 1997年5月23日  |
| ○    | 高阪剛                         | 13:47 アンクルホールド               | リングス FIGHTING EXTENSION 1997 Vol.2                                                           | 1997年4月22日  |
| ○    | クリストファー・ヘイズマン     | 6:52 三角絞め                        | リングス Battle Genesis Vol.1                                                                    | 1997年4月4日   |
| ×    | 前田日明                       | 7:54 チョークスリーパー              | リングス FIGHTING EXTENSION 1997 Vol.1                                                           | 1997年3月28日  |
| ○    | アンドレ・マナート             | 1R 2:11 チョークスリーパー           | リングス・オランダ The Final Challenge                                                           | 1997年2月2日   |
| ×    | ヴォルク・ハン                 | 12:36 アキレス腱固め                 | リングス MEGA-BATTLE TOURNAMENT 1996 GRAND-FINAL 【決勝】                                        | 1997年1月22日  |
| ○    | 山本宜久                       | 9:49 腕ひしぎ十字固め                | リングス MEGA-BATTLE TOURNAMENT 1996 SEMI-FINAL 【準決勝】                                       | 1996年12月21日 |
| ○    | 長井満也                       | 6:13 腕ひしぎ十字固め                | リングス MEGA-BATTLE TOURNAMENT 1996 2nd.Round 【2回戦】                                         | 1996年11月22日 |
| ○    | イリューヒン・ミーシャ         | 14:40 チョークスリーパー             | リングス MEGA-BATTLE TOURNAMENT 1996 1st.Round 【1回戦】                                         | 1996年10月25日 |
| ×    | ヴォルク・ハン                 | 10:32 リバースアームロック           | リングス MAELSTROM 7th                                                                           | 1996年9月25日  |
| ○    | モーリス・スミス               | 10:58 腕ひしぎ十字固め               | リングス MAELSTROM 6th 〜旗揚げ5周年記念大会〜                                                   | 1996年8月24日  |
| ○    | ウィリー・ピータース           | 10:47 三角絞め                       | リングス MAELSTROM 5th                                                                           | 1996年7月16日  |
| ○    | ディック・フライ               | 3:41 チョークスリーパー              | リングス MAELSTROM 4th                                                                           | 1996年6月29日  |
| ○    | パトリック・スミス             | 1R 0:55 ヒールホールド               | K-1 HERCULES                                                                                     | 1995年12月9日  |

### グラップリング
| 勝敗 | 対戦相手                                           | 試合結果        | 大会名                         | 開催年月日    |
| △    | 桜庭和志＆所英男 (パートナー:ヴァンダレイ・シウバ) | 15分終了ドロー  | RIZIN.1                        | 2016年4月17日 |
| ×    | ヒカルド・リボーリオ                               | 1:02 アームバー | ADCC 2001 【88kg未満級 2回戦】 | 2001年4月11日 |

## 獲得タイトル

### 総合格闘技
- 初代リングス無差別級王者（1998年）
- 第3代リングス無差別級王者（1999年）

### プロレス
- メガバトルトーナメント1997 優勝（1997年）
- 初代U-STYLE王座

## 著書
- 『赤いパンツの頑固者―Uの魂』（1997年12月、スキージャーナル）ISBN 978-4789900454
- 『孤高の選択』（2006年2月、東邦出版）ISBN 978-4809405136